# Chain of Fools
«Chain of Fools» es una canción escrita por Don Covay y originariamente interpretada por Aretha Franklin, que la publicó como sencillo en 1967. El sencillo alcanzó el primer puesto de la clasificación estadounidense R&B chart por cuatro semanas, y la segunda de la Hot 100 en enero de 1968.
La canción ganó el Grammy Award como "mejor interpretación femenina de R&B" y fue incluida en el Grammy Hall of Fame Award. En el 2004 la canción fue incluida en la posición 249 de la revista Rolling Stone de las 500 mejores canciones de la historia. La característica guitarra en la introducción es de Joe South.

## Posicionamiento
| Lista                             | Posición |
| --------------------------------- | -------- |
| U.S. Billboard Hot 100            | 2        |
| U.S. Billboard Hot Rhythm & Blues | 1        |

## Versiones
- Fantasía Barrino
- Richard Marx
- Little Caesar
- Lit
- IVA Zanicchi (en italiano, con el título Usted Usted Usted)
- Eva Cassidy
- Stefan Gwildis (en alemán, con el título Schön, Schön, Schön)
- Joe Cocker
- Mariah Carey, en dúo con Aretha Franklin
- Alison Moyet
- The Commitments
- Luca Ronka
- Giorgia
- Germán Coppini (en español, con el título Barbazul)